# Santa Teresa, Costa Rica
Santa Teresa là một thị xã nhỏ ở tỉnh Puntarenas, Costa Rica. Thĩ xã nằm cách khoảng 150 km (93 dặm) về phía tây của thủ đô San José. Như bao nhiêu làng ven biển khác trên bán đảo Nicoya, Santa Teresa bắt đầu như là một làng chài hẻo lánh, dựa vào nông nghiệp, chăn nuôi gia súc và đánh bắt cá quy mô nhỏ. Ngày nay, du lịch là nguồn thu nhập chính của nhiều gia đình.

## Giao thông
Các dịch vụ giao thông công cộng nối Santa Teresa với các thành phố lân cận như: Cobano, Montezuma và Mal Pais. Nhiều du khách bay đến San José và bắt một chuyến bay kết nối với Tambor. Hãng hàng không Nature và hãng hàng không Sansa có dịch vụ đến Tambor. Đến Santa Teresa mất khoảng 45 phút lái xe từ sân bay Tambor. Hiện nay có nhiều khu nghỉ mát, nơi du khách có thể ở lại và thưởng thức các bãi biển đẹp, lướt sóng. Đây là một trong những địa điểm lướt sóng tốt nhất thế giới.